# Булат-Елга
Булат-Елга (баш. Булатйылға) — деревня в Янаульском районе Республики Башкортостан Российской Федерации. Входит в состав Новоартаульского сельсовета.

## География

### Географическое положение
Расположена неподалёку от реки Ошья. Расстояние до:
- районного центра (Янаул): 22 км,
- центра сельсовета (Новый Артаул): 5 км,
- ближайшей ж/д станции (Янаул): 22 км.

## История
Деревня была основана в 1844-47 годах башкирскими семьями в основном из Уртаула и Бадряша (по другим данным, из Бадряша и других населённых пунктов). В 1850 году здесь жило 186 башкир в 22 дворах, через девять лет — 37 дворов и 210 жителей (105 мужчин и 105 женщин). Жители занимались земледелием, заготовкой леса на продажу, пчеловодством, скотоводством.
В 1904 году в деревне Ново-Артауловской волости Осинского уезда Пермской губернии — 72 двора. В 71 крестьянском дворе проживало 363 жителя (176 мужчин, 187 женщин), башкиры-вотчинники. В оставшемся дворе, не приписанном к крестьянской общине — 6 человек (3 мужчины, 3 женщины).
В 1920 году в 97 дворах проживало 513 человек (231 мужчина, 282 женщины).
К 1926 году деревня была передана из Уральской области в состав Янауловской волости Бирского кантона Башкирской АССР.
В 1939 году в деревне было 583 жителя, в 1959 году — 522.
В 1982 году здесь проживало около 220 человек.
В 1989 году — 153 человека (64 мужчины, 89 женщин).
В 2002 году — 98 человек (41 мужчина, 57 женщин), преобладают башкиры (82 %).
В 2010 году — 74 человека (35 мужчин, 39 женщин).

## Население
| 2002 | 2009 | 2010 |
| ---- | ---- | ---- |
| 98   | ↘92  | ↘74  |